# Bataille de Dingjiazhou
 (mai 2017).
Si vous disposez d'ouvrages ou d'articles de référence ou si vous connaissez des sites web de qualité traitant du thème abordé ici, merci de compléter l'article en donnant les références utiles à sa vérifiabilité et en les liant à la section « Notes et références ».
Conquête mongole de l'empire des Song
Batailles
Forteresse de Diaoyu (en), Xiangyang, Dingjiazhou, Yamen
La bataille de Dingjiazhou (chinois traditionnel : 丁家洲之戰 ; pinyin : dīngjiāzhōu zhizhàn) est une bataille qui s'est déroulée en 1275 à Dingjiazhou, aujourd'hui Tongling, dans la province de l'Anhui, en Chine, et qui a opposé la Dynastie Yuan dirigée par Kubilai Khan à la Dynastie Song du Sud. C'est une des dernières batailles décisives dans l'unification de la Chine sous le règne des Mongols avant la prise de Hangzhou et la bataille de Yamen.

## Contexte
Deux ans plus tôt, la Bataille de Xiangyang (1267 — 1273) prenait fin, c'était la percée nécessaire aux Mongols à l'invasion du Sud de la Chine, séparée du Nord par la barrière naturelle que forme le Chang Jiang.

## Déroulement
Après une analyse tactique des environs, le général mongol Bayan (en) lance l'attaque sur Dingjiazhou à la mi-mars 1275. Le plan de bataille prévoit une attaque coordonnée de la cavalerie, de la marine, de l'infanterie et de l'artillerie. Les cavaliers attaquent depuis les flancs nord et sud du Yangtsé, suivi par l'infanterie. Les artilleurs et archers se positionnent alors sur les points en hauteur libérés et permettent de défendre l'avancée de la flotte. Du côté des Song, Dingjiazhou est défendue par 5000 navires de guerre et 130.000 soldats.
Les tirs d'artilleries visent la flotte adverse, provoquant de nombreuses pertes, une perte de moral et des difficultés de commandement. L'efficacité de l'artillerie est inattendue et convainc la flotte menée par Bayan de s'attaquer à celle des Song. Cette défaite des Song permet aux mongols de dominer sur le plan maritime.

### Source et biographie
- (zh) 脱脱, 宋史,‎ 1345 (Togtokh (Tuotuo), Song Shi (l'histoire de (la dynastie) Song, rouleau 474). 宋史/卷474, version originale sur Wikisource en Chinois.